# Ugerevy 40/52
|  | Denne artikel er oprettet af botten Steenthbot ud fra en ekstern database. Den kan derfor have sproglige fejl eller mangler. Denne skabelon kan fjernes efter kontrol af indholdet. |

Ugerevy 40/52 er en dansk dokumentarfilm fra 1940.

## Handling
1) Tiger med ungerne.

2) Vinteraktiviteter: skisport, kælkning, ridning. Der vises vinterlandskab, hjorte ved en krybbe.